# AmiYumi
AmiYumi è il primo album della band j-pop Puffy AmiYumi, distribuito il 22 luglio 1996 e contenente 7 tracce.

## Tracce
1. Profitable Body (とくするからだ Toku Suru Karada)
2. Rabbit Channel (ウサギチャンネル Usagi Channel) – Ami Onuki & Okuda
3. Cherry Blossoms Bloom (サクラサク Sakura Saku)
4. Simple
5. I Want You to Live a Long Time (長生きしてね Nagaiki Shitene) – Yumi Yoshimura & Okuda
6. True Asia (アジアの純真 Asia no Junshin) – Yosui Inoue & Okuda
7. Puffy no Hey! Mountain (パフィーの Hey! Mountain) – Okuda & Puffy AmiYumi